# HIGH SPIRITS
HIGH SPIRITS（ハイ スピリッツ）は、日本の9人組アイドルグループである。LIVE PLANET所属。

## 概要
アキシブproject、DREAMING MONSTER（ドリモン）に続く、LIVE PLANET第3のアイドルグループであり、どんな困難にあっても夢を諦めない「不撓不屈」をコンセプトとし、東京を中心に活躍している。

## 略歴

### 2016年
11月13日 不撓不屈のコンセプトのもと、一宮麻由加・真崎千波・宮下りの・天野有美の4名にてHIGH SPIRITS結成。この日Zirco Tokyoにてお披露目ライブを開催。
12月1日 大野菜摘が加入。

### 2017年
1月16日 葉月沙耶・石井もえ・千葉憂紀乃・小嶋未帆・月島凛の5名が2期生として加入。
2月11日 2期生5名のお披露目ライブが代アニLIVEステーションにて開催。
6月3日 月島凛が活動辞退。
7月10日 「1stワンマンライブ〜あの日描いたワタシになるために〜」を開催。(渋谷www)
8月5日 TIF2017出演権争奪戦を経て、TOKYO IDOL FESTIVALの大舞台に初出演。
10月31日 1stアルバム「ボクラの時代」リリース。
11月13日 「2ndワンマンライブ〜さあ諦めるなその夢はきっと光っている〜」結成1周年の記念日に開催。(新宿ReNY) 

### 2018年
1月9日 宮下りのが卒業。代アニLIVEステーションにて卒業＆生誕ライブ開催。
1月12日 小室あいかが3期生として新加入。
1月31日 Zirco Tokyoにて小室あいかお披露目。
3月16日 「3rdワンマンライブ〜未来はそんな悪いもんじゃない さぁ、先に進もう〜」を開催(新宿BLAZE)。 初のバンドスタイルでのライブ・パフォーマンスとなった。
4月9日 大野菜摘が活動辞退。
5月30日 1stシングル「愛していいですか」発売。
6月16日 真崎千波・小島美帆の2名が卒業。渋谷WWWXにて卒業公演開催。
6月18日 岩下美友・林真由・望月玲奈の3名が4期生として新加入。
7月17日 新宿ReNYにて4期生の3名がお披露目。 
8月5日 TIF2018に2年連続の出演。
10月18日 一宮・天野・石井・小室・林の5人からなる派生ユニット「不撓不屈」始動。渋谷チェルシーホテルにてお披露目。
10月23日 葉月・千葉・岩下・望月の4人からなる派生ユニット「はいしゅぴ」始動。新宿RUIDO K4にてお披露目。
11月13日 ハイスピ結成2周年記念公演、代アニLIVEステーションにて開催。このステージにて、2019年3月14日に4thワンマンライブを新宿BLAZEにて行う事が発表される。
11月27日 この日Zepp Tokyoで行われたライブイベント「GIRLS DELIGHT SPECIAL」にハイスピが出演したが、メンバーの小室あいかが最寄駅の青海駅を青梅駅と間違えてしまい、ライブに出演出来なくなるというハプニングが発生。これが大きな話題となり、翌年放送のバラエティ番組『タモリ倶楽部』『有吉反省会』に小室がゲスト出演した。

### 2019年
2月10日 名古屋で初となる単独公演開催。
3月14日 「4thワンマンライブ〜前を向いてなきゃ走れないじゃない〜」開催(新宿BLAZE)。扉が閉まらないほどの超満員で大成功に終わる。このステージにて、8月14日に渋谷TSUTAYA O-EASTで5thワンマンライブを行う事が発表される。
4月24日 天野有美・葉月沙耶の2名が卒業。渋谷WWWにて卒業公演を開催。
6月4日 丸山ほのか・森平莉子の2名が5期生として新加入。
6月20日 club asiaにて5期生の2名がお披露目。
7月21日 関ヶ原唄姫合戦で念願の徳川メインステージに初登場。
8月14日 台風接近の中、5thワンマンライブ開催(渋谷TSUTAYA O-EAST) 。一度は白紙となったO-EASTのステージだが一年越しに一度は破れた夢を実現させた。
10月29日 千葉憂紀乃が卒業。渋谷WWWXにて卒業公演を開催。
11月11日 加藤奈々が6期生として新加入。4月に卒業した2期生葉月沙耶のグループ復帰も同時に発表される。
11月13日 ハイスピ結成3周年記念公演、Twinbox AKIHABARAにて開催。6期生加藤奈々と復帰の葉月沙耶が公式から発表後初めてファンの前に姿を見せる。このステージにて2020年3月3日の2ndシングルリリース、そして2020年4月16日のマイナビBLITZ赤坂での6thワンマン～夢は逃げない～の開催も同時に発表される。
12月6日 2ndシングル「Night Walker」のリリイベ初日(渋谷タワレコCUTUP STUDIO)にて6期生加藤奈々がお披露目、葉月沙耶が復帰。

### 2020年
3月3日 2ndシングル「Night Walker」発売。3月2日付オリコンデイリーランキング1位獲得。テレビ朝日『じゅん散歩』のエンディングテーマにも採用。
3月初旬 コロナにより1回目の活動自粛(約2週間)。リリイベファイナル、並びに葉月沙耶生誕祭が延期に。
4月初旬 コロナにより2回目の活動自粛(約2ヶ月)。4月16日に開催予定だったマイナビBLITZ赤坂での6thワンマンライブは一旦5月25日へ延期されたが再延期に。
6月15日 無観客ライブにて活動再開。
7月11日 3ヶ月ぶりとなる有観客ライブを感染対策を万全に新宿ReNYにて開催。
11月14日 ハイスピ結成4周年記念公演、新宿アルタkey studioにて開催。

### 2021年
2月21日 名古屋ワンマンライブが決定。4月18日(日)名古屋ReNYにて開催。
4月14日 Twitterの公式アカウントのフォロワー数が5千人を突破。メンバー10人が作詞し、4周年公演で披露した曲「Hello Hello」の音源化が決定。
4月18日 名古屋ReNYにて東京以外で初となるワンマンライブを開催。満員の観客が押し寄せる中、14曲をノンストップで歌いきった。
5月9日 望月玲奈が卒業。代官山SPACE ODDにて卒業公演を開催。
7月11日 森平莉子・加藤奈々が卒業。代アニLIVEステーションにて卒業公演を開催。
7月20日 葛西ちか・本田りあん・有栖ななの3名が7期生として新加入。
8月4日 葛西ちかが活動辞退(体調不良のため)。
8月12日 椎名栞が7期生の追加メンバーとして新加入。
9月20日 神田明神ホールにて7期生の3名がお披露目。4月18日の名古屋ワンマン以来長期療養中の小室あいかもサプライズで登場し、10月中に復帰することが発表される。
11月12日 代アニLIVEステーションにて5周年記念公演開催。緊急事態宣言が明けて人数制限も緩和され、平日早めの時間帯にも関わらず多くのファンが詰め掛けた。
12月1日 本田りあんが活動辞退(体調不良のため)。

### 2022年
1月1日 大手町三井ホール公演をもって小室あいかが卒業。小室が担当した白は有栖ななが引き継ぐ。
DREAMING MONSTERとの共演による「ドリモン×ハイスピ TWOMAN LIVEHOUSE TOUR」が大阪（2月5日、Takara Osaka）・さいたま（2月12日、HEAVEN'S ROCK）・千葉（2月13日、柏PALOOZA）・東京（3月5日、渋谷ストリームホール）・名古屋（3月12日、今池GROW）で行われる。
5月20日 EX THEATER ROPPONGIにて6thワンマンライブ開催。当初の予定からわずか2年越し、会場も赤坂から六本木に変更となった。
11月8日 3rdシングル「TRY AGAIN」発売。

### 2023年
9月11日 Zepp Shinjukuにて7thワンマンライブ開催。
10月6日 有栖ななが卒業。
10月25日 泉いろはが8期生として新加入。

### 2024年
7月2日 Spotify O-EAST公演をもって一宮麻由加、葉月沙耶が卒業。新たに岩下美友がリーダーに就任。
8月20日 GOTANDA G7公演をもって林真由が卒業。
9月13日 聖奈あむ・百瀬かのんの2名が9期生として新加入。
11月9日 百瀬かのんが活動辞退。

## メンバー

### 現メンバー
| 名前                        | 愛称               | 誕生日                 | 加入期 | 活動期間             | カラー   | 備考                                          |
| --------------------------- | ------------------ | ---------------------- | ------ | -------------------- | -------- | --------------------------------------------- |
| 石井 もえ いしい もえ       | もーも             | 1995年12月30日（29歳） | 2期生  | 2017年2月11日〜現在  | オレンジ |                                               |
| 岩下 美友 いわした みゆ     | みゆゆん           | 2000年2月20日（25歳）  | 4期生  | 2018年7月17日〜現在  | 青       | リーダー                                      |
| 丸山 ほのか まるやま ほのか | まるる、まるちゃん | 1997年9月1日（27歳）   | 5期生  | 2019年6月20日〜現在  | 水色     |                                               |
| 椎名 栞 しいな しおり       | ちゃむ             | ????年3月16日          | 7期生  | 2021年9月20日〜現在  | 黄       |                                               |
| 泉 いろは いずみ いろは     | いろちゃん、いろぴ | 2004年10月26日（20歳） | 8期生  | 2023年10月25日〜現在 | 緑       | 2024年7月4日までのカラーは白 元：rosé collage |
| 聖奈 あむ せいな あむ       | あむ               | 2005年12月17日（19歳） | 9期生  | 2024年9月13日〜現在  | ピンク   |                                               |

### 旧メンバー
| 名前                        | 愛称         | 誕生日                 | 加入期 | 活動期間                                                 | カラー         | 備考                                            |
| --------------------------- | ------------ | ---------------------- | ------ | -------------------------------------------------------- | -------------- | ----------------------------------------------- |
| 宮下 りの みやした りの     | ふぁるにゃん | 1月9日                 | 1期生  | 2016年11月13日〜2018年1月9日                             | 白             |                                                 |
| 大野 菜摘 おおの なつみ     | なっちょ     | 6月3日                 | 1期生  | 2016年12月2日〜2018年4月9日                              | 黄             | 現：だいにぐるーぷ                              |
| 真崎 千波 しんざき ちなみ   | ちなてぃ     | 9月16日                | 1期生  | 2016年11月13日〜2018年6月16日                            | 紫             | 元：PM3:58                                      |
| 天野 有美 あまの ゆみ       | ゆみみ       | 3月23日                | 1期生  | 2016年11月13日〜2019年4月24日                            | 水色           |                                                 |
| 一宮 麻由加 いちみや まゆか | いっちー     | 1991年12月6日（33歳）  | 1期生  | 2016年11月13日〜2024年7月2日                             | 赤             | 元：カタモミ女子 元：インフォメイト             |
| 月島 凛 つきしま りん       | しまりん     | 11月2日                | 2期生  | 2017年2月11日〜2017年6月3日                              | 青             | 元：ヲルタナティヴ 元：raymay                   |
| 小嶋 未帆 こじま みほ       | こじみほ     | 4月27日                | 2期生  | 2017年2月11日〜2018年6月16日                             | 緑             | 元：PM3:58                                      |
| 千葉 憂紀乃 ちば ゆきの     | ゆきのん     | 1997年10月17日（27歳） | 2期生  | 2017年2月11日〜2019年10月29日                            | 緑             | リトスタ！を経て、現：4864.の恋瀬のん。         |
| 葉月 沙耶 はづき さや       | さやぽん     | 1999年3月10日（26歳）  | 2期生  | 2017年2月11日〜2019年4月24日 2019年12月6日〜2024年7月2日 | 緑             | 元：ステーション♪                               |
| 小室 あいか こむろ あいか   | あいきゃん   | 1994年7月23日（30歳）  | 3期生  | 2018年1月31日〜2022年1月1日                              | 白             |                                                 |
| 望月 玲奈 もちづき れいな   | れーたん     | 8月8日                 | 4期生  | 2018年7月17日〜2021年5月9日                              | 黄             | 元：UPローチ                                    |
| 林 真由 はやし まゆ         | はやし       | 1995年12月31日（29歳） | 4期生  | 2018年7月17日〜2024年8月20日                             | 紫             | 元：スマイル海賊団                              |
| 森平 莉子 もりひら りこ     | りこりん     | 2000年11月24日（24歳） | 5期生  | 2019年6月20日～2021年7月11日                             | ピンク         | 元：SKE48 8期研究生 現：どーぴんぐ疑惑 瀬戸りこ |
| 加藤 奈々 かとう なな       | なーちゃん   | 4月28日                | 6期生  | 2019年12月6日～2021年7月11日                             | ライトグリーン |                                                 |
| 葛西 ちか かさい ちか       | ちかちゃん   | 12月20日               | 7期生  | お披露目前に活動辞退                                     | 黄             |                                                 |
| 本田 りあん ほんだ りあん   | りぃたん     | 3月15日                | 7期生  | 2021年9月20日〜2021年12月1日                             | ピンク         | 元︰ニコニコ♡STREET                             |
| 有栖 なな ありす なな       | なな         | 2002年12月30日（22歳） | 7期生  | 2021年9月20日〜2023年10月6日                             | 白             | 元︰buGG                                        |
| 百瀬 かのん ももせ かのん   |              | ????年1月25日          | 9期生  | 2024年9月13日〜2024年11月9日                             | 白             |                                                 |

## 作品
TOWER RECORDS ONLINEによる。

### シングル
1. ボクラの時代（2017年10月31日）
2. 愛していいですか? （2018年05月30日）
3. Night Walker（2020年03月03日）
4. TRY AGAIN（2022年11月8日）

## 出演

### テレビ
- 発掘バトル どらヤバイ店に行ってみりん（ひまわりネットワーク、2024年4月12日 - 2024年8月9日[注 5]）- 林真由 のみ出演